# So sorry..
"So sorry.."는 2011년에 발매된 빔아이즈빔의 데뷔 싱글 음반이다.

## 트랙 목록
1. 〈So sorry..〉
2. 〈그런건 믿지 않아〉